# Биллевич, Леон
Леон Билле́вич (пол. Leon Billewicz; 13 апреля [25 апреля] 1870, село Вербичное, Волынская губерния — апрель 1940, Харьков) — русский полковник и польский генерал, представитель древнего литовского шляхетского рода.

## Биография
Родился в семье дворян Люциана и Игнатии Биллевичей. Окончил Киевское юнкерское училище и Офицерскую пехотную школу (Санкт-Петербург). С 1893 года офицер русской армии, принимал участие в подавлении «Боксёрского восстания» (1900) и русско-японской войне 1904—1905 гг., командовал ротой и батальоном.
Во время Первой мировой войны командовал полком, в 1915 году был тяжело ранен, несколько месяцев находился в госпитале, затем вернулся на фронт. Последний чин — полковник. Служил в 1-м польском корпусе.
В ноябре 1918 года вступил в Войско Польское. Во время советско-польской войны (1920) командовал 13-й пехотной бригадой. В 1919 году ему было присвоено звание бригадного генерала. После Рижского мира он остался на военной службе, в 1921—1927 гг. был командующим Брестским укреплённым районом. В апреле 1927 года ушёл в отставку по возрасту.
После ввода советских войск в восточные районы Польши в сентябре 1939 года был арестован сотрудниками НКВД и отправлен в СССР, где его поместили в одну из тюрем. В конце 1939 года был интернирован в Старобельском лагере. В апреле 1940 расстрелян в подвале управления НКВД в Харькове.